# Astorre Zanolla
Astorre Zanolla (Monfalcone, 4 settembre 1924 – ...) è stato un calciatore italiano, di ruolo attaccante.

## Caratteristiche tecniche
Era un'ala sinistra.

## Carriera
Esordisce tra i professionisti all'età di diciassette anni, con i friulani del Pieris, con i quali, dopo aver giocato nelle giovanili del Monfalcone, nella stagione 1941-1942 realizza 12 reti in 30 presenze nel campionato di Serie C. A fine anno viene ceduto al Brescia, formazione di Serie B: con i lombardi, nella stagione 1942-1943 gioca una partita nel campionato cadetto, che le Rondinelle terminano al secondo posto in classifica dietro al Modena, ottenendo quindi la promozione in Serie A.
Nella stagione 1943-1944 passa alla Pro Gorizia, formazione della sua città natale, con la quale gioca 13 delle 14 le partite del campionato di Divisione Nazionale, segnando anche 3 reti. Resta nella squadra giuliana anche al termine della Seconda guerra mondiale: nella stagione 1945-1946 gioca tutte e 22 le partite del campionato di Serie B-C Alta Italia, che in quella stagione costituiva il secondo livello del campionato di calcio italiano, segnandovi 6 reti; nella stagione 1946-1947 gioca invece 16 partite (con 2 gol segnati) nel campionato di Serie B. Successivamente, nella stagione 1949-1950 gioca nel campionato di Promozione con l'Edera Monfalcone.
Nell'estate del 1950 si trasferisce al Siena, in Serie C; con i bianconeri, nel corso della stagione 1950-1951 mette a segno 5 gol in 20 presenze nel girone C del campionato di terza serie, che i toscani terminano con un secondo posto in classifica, a 7 punti dal Piombino promosso in Serie B. A fine anno Zanolla lascia la Toscana e va a giocare al Matera, nella Prima Divisione Puglia, nella quale segna 23 gol in 23 partite e che la sua squadra conclude al primo posto in classifica. Nella stagione 1952-1953 i biancoazzurri vincono invece la Promozione lucana, campionato in cui Zanolla mette a segno 10 reti in 18 presenze; infine, nella stagione 1953-1954 (la sua ultima a Matera), realizza un gol in 7 presenze nel campionato di IV Serie; grazie alle reti messe a segno nell'arco di queste tre stagioni, è il settimo miglior marcatore nella storia del Matera. Nell'estate del 1954 si trasferisce al Monfalcone, con cui nella stagione 1954-1955 realizza 4 reti in 21 presenze nel campionato di IV Serie.

## Palmarès

### Club

#### Competizioni regionali
- Prima Divisione: 1

Matera: 1951-1952
- Promozione: 1

Matera: 1952-1953